# Karl Giese
Karl Giese (Berlijn, 18 oktober 1898 – Brno, 16 maart 1938) was een Duits archivaris van het Institut für Sexualwissenschaft. Bij het instituut werkte hij nauw samen met oprichter Magnus Hirschfeld die tevens zijn levensgezel was.
Nadat de bibliotheek van het instituut op 6 mei 1933 door de Sturmabteilung werd geplunderd, verliet Giese nazi-Duitsland. Hij leefde in ballingschap in onder meer Zwitserland, Frankrijk en Tsjecho-Slowakije. Eind 1933 was hij betrokken bij het terugverkrijgen van een deel van de bibliotheek van het instituut. Na de dood van Hirschfeld in 1935 zette Giese zich in zijn nalatenschap te beschermen.
Aan het einde van zijn leven raakte Giese door politieke onrust en financiële problemen in een depressie. Op 16 maart 1938, enkele dagen nadat Oostenrijk door nazi-Duitsland werd geannexeerd, koos Giese voor suïcide.

## Vroege jaren
Giese werd geboren in Berlijn-Wedding op 18 oktober 1898. Hij was de zoon van Karl August Hermann Giese en Anna Dorothea Luise Noack en groeide op als jongste zoon in een arbeidersgezin met zes kinderen.
Al op jonge leeftijd had Giese interesse in theater. Hij was als acteur verbonden aan het Theater der Eigenen. In 1919 kreeg Giese een bijrol als de jonge violist Paul Körner in de film Anders als die Andern van Richard Oswald. De film wordt gezien als de eerste film met een homoseksueel thema.

## Begin carrière
Rond 1919 leerde Giese arts en seksuoloog Magnus Hirschfeld kennen nadat hij een lezing van hem over homoseksualiteit had bijgewoond. Hirschfeld richtte in 1919 het Institut für Sexualwissenschaft op, waar Giese aanvankelijk werkte als secretaris en later als hoofd van het archief en de bibliotheek. Giese werd door buitenstaanders beschouwd als de 'pleegzoon' van Hirschfeld en werd ook wel 'de vrouw des huizes' genoemd. Volgens Hirschfeld hadden hij en Giese een 'fysieke en psychologische band'.
Binnen het instituut gaf Giese rondleidingen en zijn 'woonkamer' binnen het instituut groeide aan het eind van de jaren twintig uit tot een ontmoetingsplek voor homoseksuele mannen uit Berlijn. In deze periode leerde hij onder meer archeoloog Francis Turville-Petre en de auteurs André Gide en Christopher Isherwood kennen. Nadat Hirschfeld in 1931 op wereldreis vertrok, kreeg Giese de leiding over het instituut.
Volgens psychotherapeut en auteur Charlotte Wolff, die tevens aan het instituut verbonden was, was Giese 'geen academicus', maar had hij een 'aangeboren gevatheid en aanzienlijke intelligentie'. Ze omschreef hem als een 'briljant autodidact' en was hij 'een welbespraakt spreker' die zijn taken met enthousiasme vervulde. Volgens Wolff vertrouwde Hirschfeld hem met het geven van lezingen voor het grote publiek over kwesties van seksuele conﬂict en homoseksualiteit. Daarnaast zorgde hij 'als een moeder' voor het welzijn van Hirschfeld, aldus Wolff.
Naast zijn werk voor het Institut für Sexualwissenschaft schreef Griese recensies over homo-erotische romans en verdiepte hij zich in het werk van de Deense auteur Hans Christian Andersen.

## Opkomst van het nazisme en ballingschap

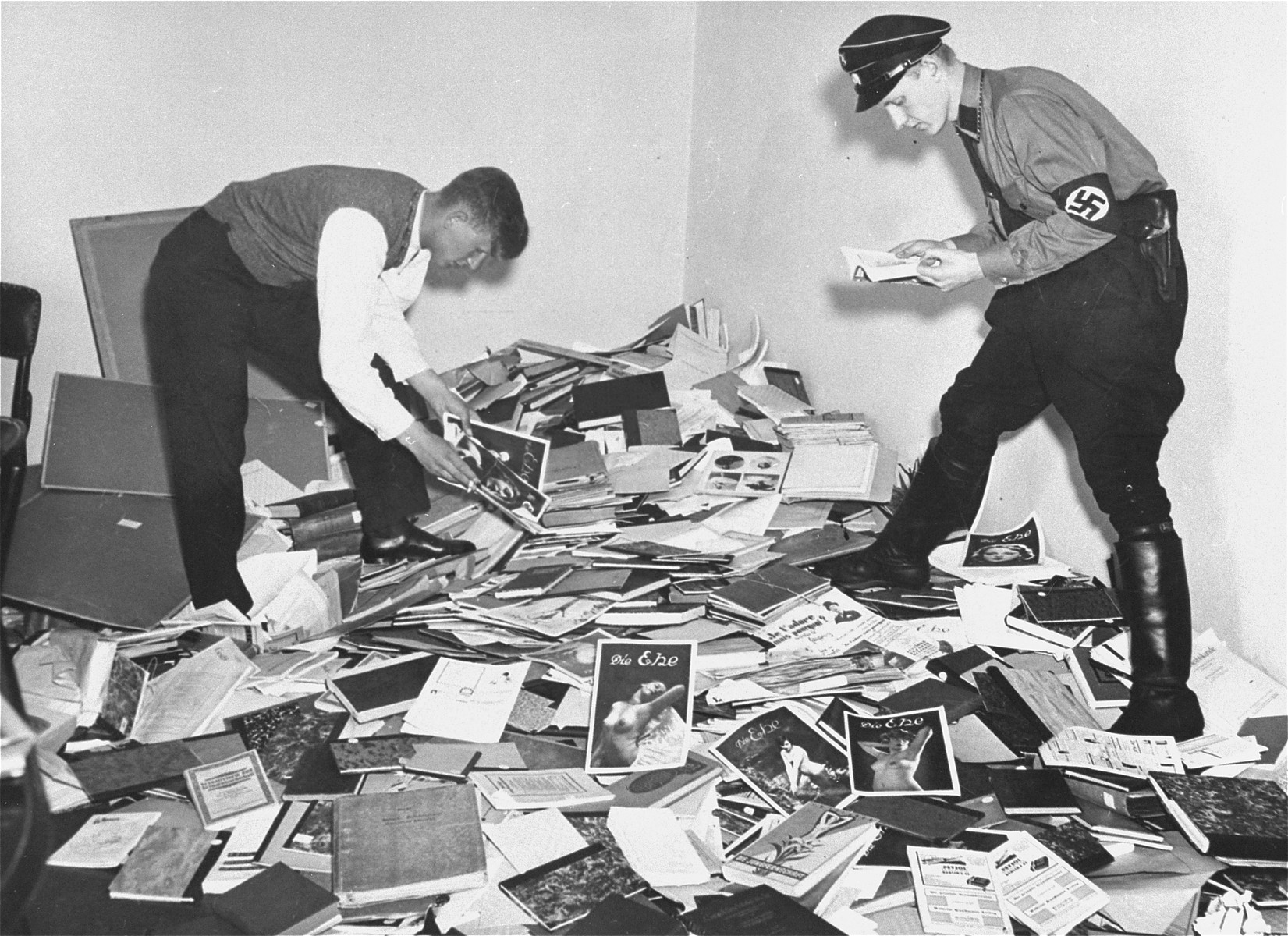
Twee personen doorzoeken de geplunderde boeken en manuscripten uit de bibliotheek van het Institut für Sexualwissenschaft.

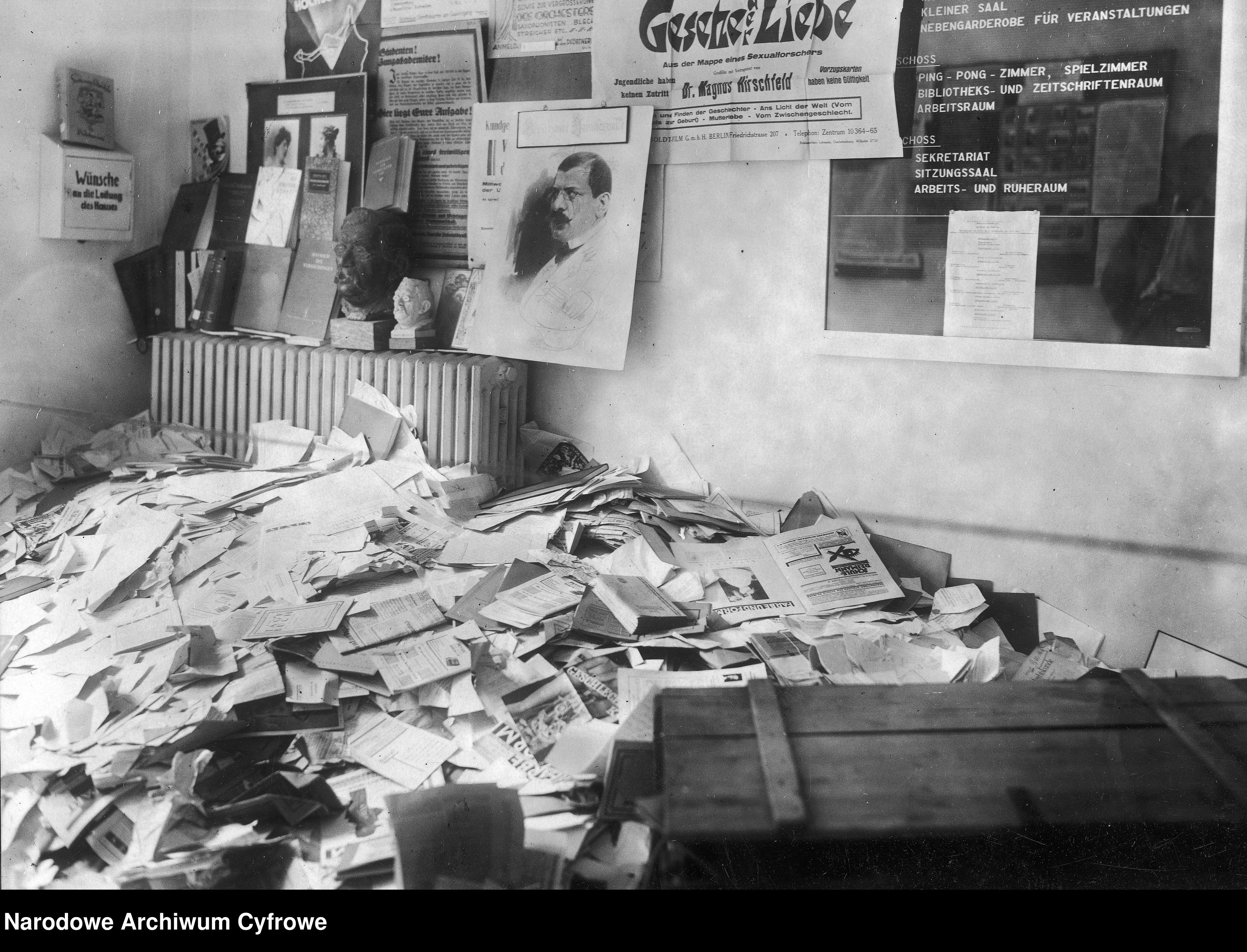
Een selectie boeken en geschriften die uitgekozen waren voor de boekverbranding.

Op 6 mei 1933 werd de bibliotheek van het Institut für Sexualwissenschaft geplunderd door leden van de Sturmabteilung, de Duitse knokploeg van de Nationaalsocialistische Duitse Arbeiderspartij (NSDAP). De openbare bibliotheek van het instituut bestond uit ongeveer 10.000 boeken over onderwerpen zoals seks en gender. De NSDAP beschouwde deze onderwerpen als degeneratief en on-Duits. Een deel van de bibliotheek werd enkele dagen later, op 10 mei 1933, tijdens grootschalige openbare boekverbrandingen in nazi-Duitsland vernietigd.
Een dag na de plundering verliet Giese Berlijn en vluchtte naar Ascona in Zwitserland, waar Hirschfeld reeds enkele maanden woonde met zijn nieuwe, uit China afkomstige, partner Li Shiu Tong. Een week nadat Giese in Ascona was gearriveerd, vertrok Hirschfeld met Li Shiu Tong naar Parijs.

### Vertrek naar Brno
In juli 1933 verliet ook Giese Ascona en verhuisde naar de Tsjechoslowaakse stad Brno. Het is mogelijk dat Hirschfeld hem had gevraagd te gaan, om aldaar met dokter Josef Weisskopf de mogelijkheden voor de opening van een nieuw instituut in Brno te bespreken. Weisskopf was een van de organisatoren van het congres World League for Sexual Reform dat in 1932 plaatsvond in Brno, maar Weisskopf zag geen heil in het plan.
Tijdens zijn tijd in Brno werkte Giese samen met de in Brno woonachtige advocaat Karl Fein om een gespaard deel van de bibliotheek terug te kopen van de Duitse overheid. De transactie was mogelijk, op voorwaarde dat deze aankoop plaatsvond buiten nazi-Duitsland. Een half jaar na de boekverbrandingen werd ongeveer 2500 kilo aan documenten en materialen van het instituut teruggekocht voor een bedrag tussen de 35.000 en 40.000 Duitse mark. Giese zorgde ervoor dat de materialen daarna naar Parijs werden overgebracht.
Tijdens zijn verblijf in Tsjecho-Slowakije stond Giese in contact met personen van het tijdschrift Nový hlas ('Nieuwe stem') dat zich richtte op de homogemeenschap. Een artikel dat Giese schreef verscheen in januari 1934 in het blad. Er werd besloten een Duitstalig supplement aan het tijdschrift toe te voegen, dat zou dienen als Europees platform voor de verdere verspreiding van Hirschfelds ideeën. Het plan bleek echter te ambitieus: uitgeweken homoseksuele Duitsers kochten het blad niet en het reeds noodlijdende tijdschrift werd eind 1934 volledig opgeheven.

### Verblijf in Frankrijk
Eind december 1933 vertrok Giese via Zuidoost-Franse Breil-sur-Roya naar Nice. Samen met de uit Parijs overgekomen Hirschfeld verbleef hij een maand lang in het Hôtel de la Méditerranée dat uitzicht had op de Middellandse Zee. In deze periode voerde Giese redactiewerk uit aan Hirschfelds werk over racisme en pseudowetenschappelijke theorieën die ten grondslag liggen aan racistische ideologieën. Hirschfeld omschreef Giese als 'de beste kenner [...] van mijn doelen en werken'.
Giese en Hirschfeld bleven in Nice totdat Giese in februari 1934 middels een permis de séjour toestemming kreeg om naar Parijs te reizen. In Parijs woonde Giese samen met Hirschfeld en Li Shiu Tong in een luxe appartement aan de Avenue du Floquet. In Parijs legde hij zich opnieuw toe op secretarieel werk voor Hirschfeld.

### Arrestatie en vertrek naar Wenen
In het voorjaar van 1934 werd Giese gearresteerd voor openbare schennis van de eerbaarheid nadat hij in een badhuis was betrapt op het hebben van seksueel contact met een man. Hij werd hiervoor veroordeeld tot een gevangenisstraf van drie maanden. Als gevolg hiervan werd zijn verblijfsvergunning niet verlengd en was hij gedwongen Frankrijk te verlaten. Hirschfeld probeerde de uitzetting te verhoeden door hulp in te schakelen van auteur André Gide, maar dit mocht niet baten. Giese vertrok eind oktober 1934 naar Wenen, waar hij van plan was zijn Abitur af te leggen en daarna te beginnen aan een studie geneeskunde.

### OverlijdenHirschfeld
Op 14 mei 1935 overleed Hirschfeld in Nice. Om zijn begrafenis te kunnen bijwonen, stak Giese op illegale wijze de Franse grens over. Op de uitvaart hield Giese een grafrede. Hirschfeld liet zijn legaat na aan Giese en Li Shiu Tong. Nadat Giese enkele dagen in Nice had verbleven, keerde hij terug naar Wenen. Voorheen werd zijn levensonderhoud bekostigd door Hirschfeld en twee andere geldschieters. Deze twee geldschieters gingen ervan uit dat hun bijdrage niet meer nodig was, aangezien Giese inkomsten zou verkrijgen uit de royalty's van de Hirschfeld-boeken en de gelicenseerde medische producten. Giese had echter niet direct toegang tot deze inkomsten. Hij schakelde de hulp in van advocaat Karl Fein om het juridische proces te bespoedigen en leende in de tussentijd geld van Li Shiu Tong en een kennis uit Brno. In de eerste helft van 1936 werden de erfenisvoorwaarden goedgekeurd en in mei dat jaar kregen Giese en Li Shiu Tong beiden een uitbetaling van 40.000 Franse frank.

### Terugkeer naar Brno
In juni 1936 verhuisde Giese opnieuw naar Brno, aangezien hij naar eigen zeggen verliefd was geworden op een man uit deze stad. In Brno trok hij in bij Fein tot hij in september dat jaar naar een eigen appartement verhuisde. Hoewel Giese in Wenen nog het plan had geneeskunde te studeren, heeft hij dit in Brno niet voortgezet. In deze periode richtte Giese zich op het lezen van Engelstalige literatuur, wat er mogelijk op wijst dat hij plannen had naar een Engelstalig land te emigreren. Daarnaast werkte hij aan een sprookjesboek met de titel Märchen von den Liebesleuten ('Sprookje over de geliefden'). In Brno stond hij in contact met oude vrienden uit Berlijn, waaronder de tevens uitgeweken Charlotte Charlaque en Toni Ebel, en spendeerde veel tijd met Willi Bondi, de zoon van de adjunct-directeur van het Duitstalige theater in Brno.
Na de dood van Hirschfeld in 1935 had Giese de taak op zich genomen het boek dat Hirschfeld schreef over racisme in Engeland te laten publiceren. Het boek werd in januari 1938 voor het eerst postuum uitgebracht onder de titel Racism.

### Overlijden

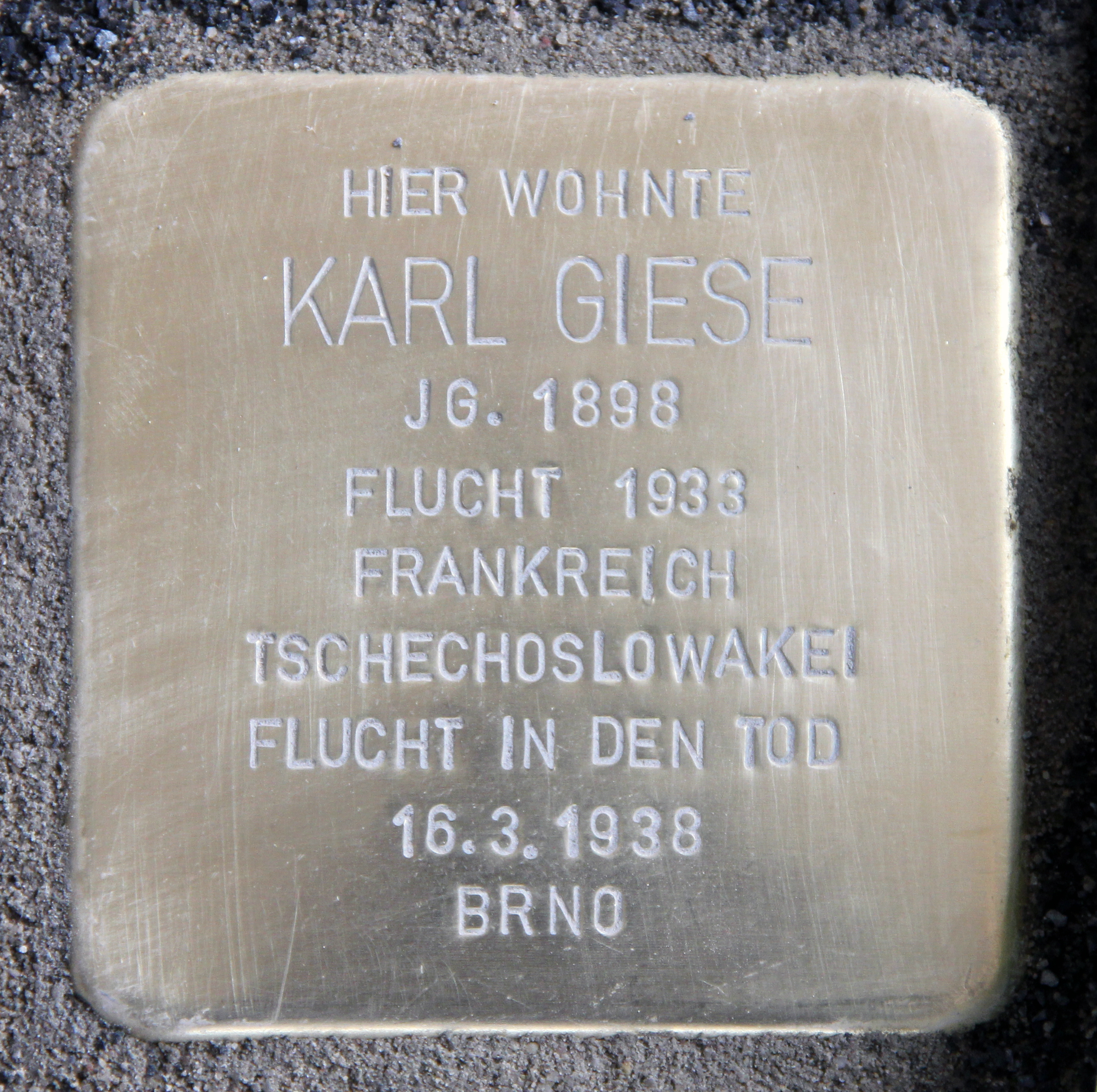
Stolperstein voor Karl Griese in Berlijn aan de John-Foster-Dulles-Allee 10

Politieke onrust, waaronder een in 1937 uitgevaardigde maar later ingetrokken verordening die Duitse immigranten verplichtte Brno te verlaten, en financiële problemen leidden tot een depressie bij Giese. Op 16 maart 1938, enkele dagen na de annexatie van Oostenrijk door nazi-Duitsland, maakte Giese een einde aan zijn leven. In een handgeschreven testament liet hij zijn eigendommen en de erfenis van Hirschfeld na aan Karl Fein. Giese werd 39 jaar oud. Op 23 maart 1938 werd Giese begraven op de stadsbegraafplaats van Brno.

## Eerbetonen
- Aan de John-Foster-Dulles-Allee 10 in Berlijn werd op 9 februari 2016 een Stolperstein geplaatst voor Giese.[1]
- In de film Der Einstein des Sex (1999) van Rosa von Praunheim wordt de rol van Giese gespeeld door Olaf Drauschke.[9]
- In het boek Afscheid van Berlijn, oorspronkelijke titel Goodbye to Berlin, uit 1939 van Christopher Isherwood wordt de relatie tussen Giese en Hirschfeld benoemd.[1]

- Gemeinsame Normdatei: 1189770113
- Library of Congress Control Number: no2011005414
- Virtual International Authority File: 165747373
- WorldCat: E39PBJgRPtpMPpBC9r3m7mQ8YP